# Araneus aethiopissa
Araneus aethiopissa este o specie de păianjeni din genul Araneus, familia Araneidae, descrisă de Simon, 1907. Conform Catalogue of Life specia Araneus aethiopissa nu are subspecii cunoscute.